# Beverly Jo Scott
Beverly Jo Scott (Deer Park, 15 mei 1959) is een Amerikaanse singer-songwriter die in Brussel woont.
Scott groeide op in Bay Minette in Alabama en belandde na omzwervingen in New Orleans en Californië in 1982 in Brussel. Naast haar eigen discografie treedt ze ook regelmatig aan als backing vocalist bij opnamesessies en optredens van andere groepen zoals bij Leyers, Michiels & Soulsister (onder meer bij de wereldhit The Way to Your Heart), Noordkaap of The Scabs.
B.J. Scott is coach en jurylid in The Voice Belgique en presenteert ook radioprogramma's op Classic 21.
Ze schreef de tekst van het lied Rhythm Inside voor Loïc Nottet, de Belgische inzending voor het Eurovisiesongfestival in 2015. Daar mee werd Loïc Nottet vierde.

## Discografie
- Honey and Hurricanes (1991)
- Mudcakes (1993)
- The Wailing Trail (1995)
- Amnesty for Eve (1999)
- Selective Passion (2000)
- Divine Rebel (2003)
- Cut and Run (2005)
- Dix Vagues (2008)
- Planet Janis (2010)
- Collection (2012)